# مرز یاغیان
مرز یاغیان یا مرز شورش (به انگلیسی: Rebel Ridge) یک فیلم اکشن، جنایی و درام آمریکایی محصول سال ۲۰۲۴ به نویسندگی، کارگردانی و تدوین جرمی سالنی‌یر است.
وقتی یک افسر بازنشسته نیروی دریایی می‌خواهد برای یکی از خویشاوندان خود وثیقه بگذارد، با فساد شهر کوچک خود روبرو می‌شود و کار به جایی می‌کشد که با رئیس پلیس شهر شاخ به شاخ می‌شود.

## بازیگران
- ارون پیر
- دان جانسون
- آنا سوفیا راب
- ارین دوئرتی
- جیمز بج دیل
- جیمز کرامول[۱][۲]

## ساخت
در ابتدا قرار بود فیلم‌برداری در آوریل سال ۲۰۲۰ در لوئیزیانا آغاز شود، اما به دلیل دنیاگیری کووید-۱۹ به تعویق افتاد. تولید در فوریه ۲۰۲۱ آغاز شد. در ژوئن ۲۰۲۱، بویگا در حین فیلمبرداری به دلیل «دلایل خانوادگی» پروژه را ترک کرد. در نتیجه فیلمبرداری برای یافتن جایگزینی برای بویگا متوقف شد. بعدها گزارش شد که بویگا بنا به دلایل مختلف، از جمله نارضایتی از فیلمنامه و امکاناتش، پروژه را رها کرده است، اگرچه بویگا چنین ادعاهایی را رد کرد. در اکتبر، آرون پیر جایگزین بویگا شد. در آوریل ۲۰۲۲، دیوید دنمن به عنوان جایگزین نشان دیل، قبل از شروع مجدد تولید در ۲۵ آوریل، به بازیگران اضافه شد. تولید در ۲۴ جولای به پایان رسید. در مارس ۲۰۲۴، کارگردان فیلم گفت که این فیلم در مراحل پایانی پساتولید است.

## انتشار
این فیلم در ۶ سپتامبر ۲۰۲۴ در نتفلیکس منتشر شد. این فیلم در سه روز اول ۳۱٫۲ میلیون بازدید جمع‌آوری کرد.

## بازخوردها
- در وب‌سایت جمع‌آوری نقد راتن تومیتوز از ۶۷ نقد منتقد، با میانگین امتیاز ۷٫۸ از ۱۰ مثبت است.
- در متاکریتیک، که از میانگین وزنی استفاده می‌کند، بر اساس ۲۷ منتقد، امتیاز ۷۷ از ۱۰۰ را به فیلم اختصاص داد که نشان دهنده نقدهای «عموماً مطلوب» است.